# Arondismentul Saint-Pierre (Réunion)
Arondismentul Saint-Pierre (în franceză Arrondissement de Saint-Pierre) este un arondisment din Réunion, Franța.

## Componență

### Cantoane
1. Cantonul Les Avirons
2. Cantonul Entre-Deux
3. Cantonul L'Étang-Salé
4. Cantonul Petite-Île
5. Cantonul Saint-Joseph-1
6. Cantonul Saint-Joseph-2
7. Cantonul Saint-Louis-1
8. Cantonul Saint-Louis-2
9. Cantonul Saint-Louis-3
10. Cantonul Saint-Philippe
11. Cantonul Saint-Pierre-1
12. Cantonul Saint-Pierre-2
13. Cantonul Saint-Pierre-3
14. Cantonul Saint-Pierre-4
15. Cantonul Le Tampon-1
16. Cantonul Le Tampon-2
17. Cantonul Le Tampon-3
18. Cantonul Le Tampon-4

### Comune
| 1. Les Avirons (97401)  | 2. Cilaos (97424)      | 3. Entre-Deux (97403)     | 4. L'Étang-Salé (97404) | 5. Petite-Île (97405) |
| 6. Saint-Joseph (97412) | 7. Saint-Louis (97414) | 8. Saint-Philippe (97417) | 8. Saint-Pierre (97416) | 10. Le Tampon (97422) |

1. ↑  Q125359419[*] Verificați valoarea |titlelink= (ajutor)